# برومو
برومو (به چکی: Broumov) یک منطقهٔ مسکونی در جمهوری چک است که در ناحیه ناخود واقع شده‌است. برومو ۷٬۷۸۳ نفر جمعیت دارد.

## خواهرخوانده
شهر فرشهایم خواهرخواندهٔ برومو هست.